# Gerald Edelman
Gerald Maurice Edelman (New York, 1º luglio 1929 – La Jolla, 17 maggio 2014) è stato un biologo statunitense, premio Nobel per la medicina nel 1972, insieme a Rodney Porter, per i suoi lavori sul sistema immunitario.
Dopo tali inizi da ricercatore puro Edelman ha sempre più spostato i suoi interessi verso la fisiologia dell'encefalo e le sue funzioni, approdando infine allo studio specifico delle funzioni cognitive mentali, di cui è diventato uno dei massimi esponenti.
L'originalità di Edelman sta nell'aver coniugato i principi biologici generali dell'evoluzionismo al sistema mente, teorizzando quel darwinismo neurale che è diventato dagli anni ottanta oggetto di studi e sviluppi. Eminente esponente delle scienze cognitive contemporanee, egli ha continuato a sviluppare le sue premesse nei saggi più recenti, con sempre ulteriori precisazioni funzionali. Egli è stato infatti uno strenuo oppositore dell'approccio funzionalistico alle funzioni mentali e fautore del riduzionismo biologico. In quest'ottica ha coniato il concetto di coscienza primaria.

## Studi sul sistema immunitario

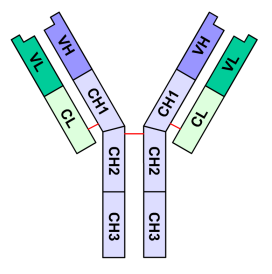
Diagramma che illustra i ponti disolfuri (in rosso) che collegano le catene leggere (verde) e pesanti (blu) delle molecole di Immunoglobulina M (IgM). Il diagramma illustra anche le posizioni relative dei domini variabili (V) e costanti (C) di una molecola IgG. le regioni delle catene pesanti e leggere si uniscono per formare siti di legame dell'antigene alla fine dei due bracci simmetrici dell'anticorpo.

Agli inizi degli anni sessanta Edelman decide di occuparsi del sistema immunitario e di mettere a fuoco il tema degli anticorpi e dei linfociti, che a quel momento gli parevano insufficientemente chiariti. Avendo trovato in Rodney Robert Porter un collaboratore con gli stessi interessi, Edelman dà corso a una serie di ricerche dagli sbocchi innovativi. Il lavoro portato avanti con Porter permise di fare importanti scoperte sulle modalità d'azione di alcune proteine che sono prodotte dai linfociti, caratterizzate da legami disolfuri che le tengono insieme a formare catene complesse. Sulla base di queste ricerche a Edelman e Porter venne assegnato il Premio Nobel per la medicina del 1972.

## Topobiologia cellulare
Edelman conia il termine di topobiologia per indicare una nuova disciplina che riguarda lo studio del modo con cui le cellule viaggiano per raggiungere una certa zona del corpo del feto e lì dar luogo a certi organi o a certi tipi di tessuto. Si tratta in pratica dello studio dei processi regolativi delle reti cellulari, i quali dipendono dalle interazioni delle molecole presenti sulle superfici delle cellule con quelle di altre cellule o substrati.
In maniera epigenetica i mutamenti si avvicendano e si sovrappongono e la neo disciplina edelmanniana ha lo scopo di stabilire in che modo, durante lo sviluppo del feto, cellule di tipi diversi vengono sistemate nel tempo o nella sede opportuni per generare la configurazione tissutale specie-specifica e la forma dell'animale. Per quanto la teoria si occupi delle strutture formali degli animali i principi con essa elaborati valgono anche per il modo con cui i neuroni costruiscono le varie parti del cervello e da ciò la Teoria della Selezione dei Gruppi Neurali più nota come darwinismo neurale.

## Darwinismo neurale
Le ricerche sul cervello che Edelman aveva avviato di concerto con quelle sul sistema immunitario, e poi con la topobiologia, hanno il loro sbocco logico nella neurofisiologia, di cui Edelman inizia a occuparsi a tempo pieno dagli anni '80. Nell'elaborazione della teoria, Edelman parte da alcuni presupposti che gli provengono dalle ricerche precedenti, ovvero che le modalità con cui i neuroni si strutturano e funzionano "per gruppi" sono sempre epigenetici e mai per istruzioni del genoma. In Bright Air, Brilliant fire. On the Matter of the Mind (tradotto in italiano col titolo Sulla materia della mente), la Groups Neuronal Selection Theory (GNST; in italiano TSGN) si basa su presupposti euristici e metodologici che così Edelmann spiega:
(G. Edelman, Sulla materia della mente, Adelphi 1992, pag.131)
L'integrazione delle funzioni e delle risposte, sostiene Edelman, per risultare valida e corretta deve inoltre rispondere, senza il coinvolgimento del linguaggio, ai requisiti evoluzionistici così come dimostrati dalla neurofisiologia avanzata. In estrema sintesi, la Groups Neuronal Selection Theory si fonda su tre pilastri principali quali principi evolutivi: 
1. quello della selezione neurale nello sviluppo fetale (repertorio primario delle mappe funzionali);
2. quello della selezione neurale dipendente dalle esperienze dell'animale nel corso della sua esistenza (repertorio secondario delle configurazioni funzionali di mappe e circuiti);
3. il rientro nelle mappe di reti neuronali di segnali nella percezione del vissuto nel mondo esterno che le aggiornano continuamente nelle loro connessioni sinaptiche producendone il mutamento continuo è la parte più importante del processo.

Nel suo insieme:
(G. Edelman, Sulla materia della mente, pag. 134)

## Teoria della coscienza
Sulle basi del darwinismo neurale Edelman ha perfezionato nell'ultimo ventennio ulteriormente la sua teoria della coscienza del nucleo dinamico, che viene distinta a due livelli organizzativi: una coscienza primaria che è consapevolezza del mondo esterno e del proprio corpo in esso, com'è nel bambino piccolo; poi c'è una coscienza superiore che determina l'individualità delle persone mature, cioè "la coscienza di essere coscienti". Dalla fine degli anni novanta del secolo scorso Edelman si è avvalso della collaborazione di Giulio Tononi, un neurofisiologo di origine italiana, e con lui ha scritto Universe of Consciousness: How Matter Becomes Imagination, NY, Basic Books 2000 (Un universo di coscienza, Einaudi 2002). Le basi teoriche restano però quelle già espresse vent'anni prima e che ritroviamo nel seguente periodo di Sulla materia della mente:
(G.Edelman, Sulla materia della mente, op. cit., pag.174)

## Prototipi di artefatti coscienti "Darwin"
Nell'ambito delle ricerche svolte dal Neurosciences Institute,dal 2002 Edelman ha partecipato alla progettazione di congegni basati su funzionalità di tipo cerebrale chiamati BBD (Brain-Based Devices) ,la serie di prototipi autonomi battezzati Darwin è composta da un congegno semovente chiamato NOMAD munito di sensori, microfoni, pinze e ruote, collegato ad un cervello simulato da una batteria di computer potenti.

## Opere
- Gerald Maurice Edelman, Vernon B. Mountcastle, Mindful Brain: Cortical Organization and the Group-Selective Theory of Higher Brain. MIT Press, Cambridge (Massachusetts), 1978. ISBN 978-0-262-55007-9
- Gerald Maurice Edelman, Einer Gall, Maxwell Cowan, Dynamic Aspects of Neocortical Function. John Wiley & Sons, New York, 1984.
- Gerald Maurice Edelman, Neurobiology. An introduction to Molecular Embriology. Basuc Books, New York, 1988.
- Gerald Maurice Edelman, Il presente ricordato. Una teoria biologica della coscienza. Rizzoli, Milano, 1991. ISBN 978-88-17-84108-5
- Gerald Maurice Edelman, Sulla materia della mente. Adelphi, Milano, 1992. ISBN 978-88-459-0977-1
- Gerald Maurice Edelman, Topobiologia. Introduzione all'embriologia molecolare. Bollati Boringhieri, Torino, 1993. ISBN 978-88-339-0739-0
- Gerald Maurice Edelman, Darwinismo neurale. La teoria della selezione dei gruppi neuronali [1987]. Einaudi, Torino, 1995. ISBN 978-88-06-12752-7 Nuova edizione, Raffaello Cortina Editore, Milano, 2018. ISBN 978-88-6030-9907
- Gerald Maurice Edelman, Giulio Tononi, Un universo di coscienza. Come la materia diventa immaginazione. Einaudi, Torino, 2000. ISBN 978-88-06-15621-3
- Gerald Maurice Edelman, Più grande del cielo. Lo straordinario dono fenomenico della coscienza. Einaudi, Torino, 2004. ISBN 978-88-06-17072-1
- Gerald Maurice Edelman, Seconda natura. Scienza del cervello e conoscenza umana. Raffaello Cortina, Milano, 2007. ISBN 978-88-6030-141-3.